# Heilig-Geist-Spital (Schlanders)

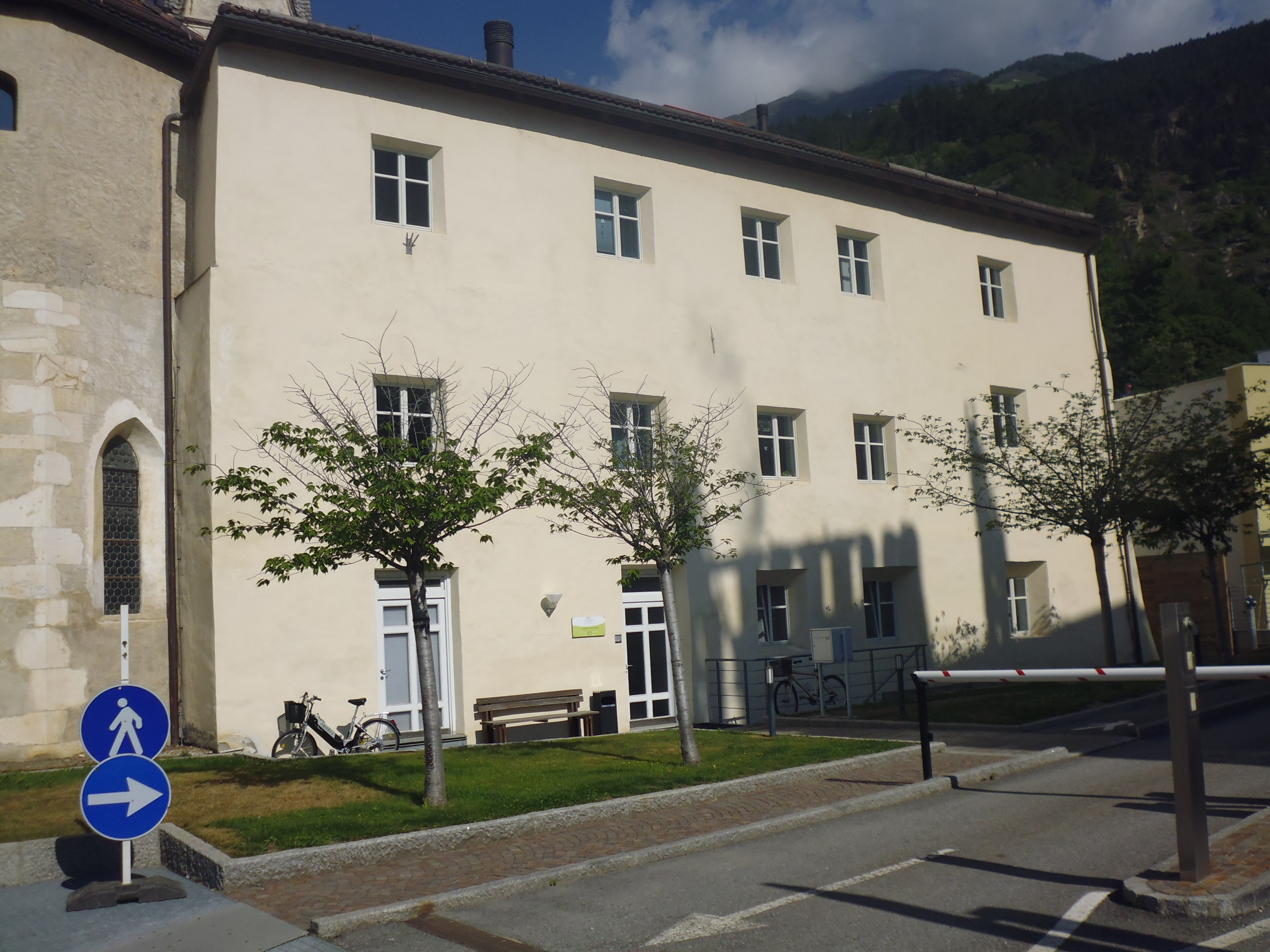
Altes Spital in Schlanders

Das alte Heilig-Geist-Spital in Schlanders ist ein ursprüngliches, sogenanntes Siechenhaus. Es ist nordseitig an die Spitalkirche zur Heiligen Dreifaltigkeit angebaut und liegt in unmittelbarer Nähe zum heutigen Krankenhaus von Schlanders.

## Geschichte
Das genaue Errichtungsdatum ist nicht bekannt, es wird aber bereits im 13. Jahrhundert erstmals erwähnt. Für das Jahr 1461 wird ein dazugehörendes Haus mit Hofstatt und Garten genannt. Ursprünglich am Schlandraunbach und der alten Landstraße gelegen, wurde es später im Zuge einer Stiftung in ein Spital umgewandelt, das mittellosen Pilgern als Herberge zur Verfügung stand. Dazu etablierte sich später noch die Krankenpflege, und es kam die Versorgung von Pfründnern hinzu. 
Die Aufsicht hatte ein Spitalmeister mit seinem Spitalpfleger. Seit 1651 stand für die Seelsorge ein Spitalkaplan zur Verfügung. Für die zum Spital gehörende Landwirtschaft sorgte ein eigener „Baumann“. Die Oberaufsicht lag bei der Pfarrgemeinde Schlanders, der Unterhalt wurde durch Zuwendungen aller Art aus sämtlichen sozialen Schichten des Umlandes sichergestellt. Im Jahre 1837 übernahmen die „Barmherzigen Schwestern des Heiligen Vinzenz von Paul“ aus Zams die Aufgaben des Spitalpflegers.
Seit 1981 werden die Aufgaben des „Alten Spitals“ von dem „Bürgerheim St. Nikolaus von der Flüe“ übernommen, das in unmittelbarer Nähe neu erbaut wurde.
Das Alte Spital beherbergt heute einen Teil der Verwaltung und das Archiv des Krankenhauses Schlanders.

## Bauwerk
Der im Original L-förmige Komplex mit Hauptbau, Nebenbauten und dem Spitalswidum wurde im späten 20. Jahrhundert zurückgebaut, sodass nur der rechteckige Kernbau übrigblieb. Dieser wurde in ein für die damalige Zeit modernes Krankenhaus umgestaltet. Wie für alle Bauten in der unmittelbaren Umgebung stellte der Schladraunbach auch eine Gefahr für das Spital dar. Das ist deutlich im  Kellergeschoss sichtbar, dessen gewölbte Räume zum großen Teil durch Vermurung nicht mehr zugänglich sind. (Zwei der Räume konnten 1944 freigelegt werden). Im darüberliegenden Erdgeschoss befinden sich die Sakristei der Spitalkirche und mehrere gewölbte und getäfelte Zimmer, von denen eins als „Waffenkammer“ bezeichnet wird. Der Zugang zu allen Zimmern, auch zu denen im Obergeschoss, führt über einen stichkappengewölbten Korridor.
Das oberste Geschoss wurde erst in der Mitte des 18. Jahrhunderts aufgesetzt, womit eine Dachlinie mit der Spitalkirche erreicht war.
Am 24. Oktober 1980 wurde das Gebäude unter Denkmalschutz gestellt.